# Beilschmiedia zahnii
Beilschmiedia zahnii är en lagerväxtart som först beskrevs av Kurt Krause, och fick sitt nu gällande namn av Robyns & Wilczek. Beilschmiedia zahnii ingår i släktet Beilschmiedia och familjen lagerväxter. Inga underarter finns listade i Catalogue of Life.